# Lektionar 6
Lektionar 6 (nach der Nummerierung von Gregory-Aland als sigla ℓ 6 bezeichnet) ist ein griechisch-arabisches Diglot-Manuskript des Neuen Testaments auf Papier. Es ist durch sein Kolophon auf das Jahr 1265 datiert und repräsentiert die gottesdienstliche Ordnung der Heiligen Woche der koptischen Kirche in und um Alexandrien.

## Beschreibung
Der Kodex enthält Abschnitte aus der Apostelgeschichte, den Apostelbriefen (Epistel, Apostolos), den Psalmen  und einigen Perikopen aus den Evangelien (Evangelistarium)., näherhin liturgische Lesestücke von Palmsonntag bis zum Sonnabend nach der Auferstehung.
Es wurde in griechischen Kleinbuchstaben (Minuskelschrift) auf 275 Papierblättern (19 cm × 13,5 cm) beschrieben. Jede Seite enthält 2 Spalten mit je 18 Zeilen.
Das Manuskript wurde von Wettstein und Dermount untersucht. Die zutreffende liturgiegeschichtliche Einordnung gelang Anton Baumstark 1913.
Der Kodex befindet sich jetzt in der Universitätsbibliothek Leiden (Or 243) in Leiden.